# 榆坪洞站
榆坪洞站（韓語：유평동역）是朝鮮民主主義人民共和國两江道白岩郡榆坪劳动者区的一個鐵路車站，属于白茂线。

## 邻近车站
白茂线
下黃土站 - 榆坪洞站 - 榆谷站